# Polyalthia insignis
Polyalthia insignis är en kirimojaväxtart som först beskrevs av Joseph Dalton Hooker, och fick sitt nu gällande namn av Airy Shaw. Polyalthia insignis ingår i släktet Polyalthia och familjen kirimojaväxter. IUCN kategoriserar arten globalt som sårbar. Inga underarter finns listade i Catalogue of Life.